# Democratic School of Hadera
Die Democratic School of Hadera (hebräisch בֵּית הַסֵּפֶר הַדֵּמוֹקְרָטִי בְּחֲדֵרָה Beit haSefer haDemōqraṭī bəChadera) ist eine Demokratische Schule in der israelischen Stadt Chadera. 1987 von Yaʿacov Hecht gegründet, ist sie die älteste unter den ca. 26 demokratischen Schulen Israels. Mit ca. 400 Schülern zwischen vier und 18 Jahren ist sie zugleich die größte demokratische Schule des Landes sowie die zweitgrößte weltweit. Sie ist die erste Schule weltweit, die sich selbst als Demokratische Schule bezeichnet.

## Grundzüge der Schule
Die Schule wird durch eine wöchentliche Schulversammlung, Parlament genannt, geleitet. Dort hat jeder Mitarbeiter/Lehrer und jeder Schüler eine Stimme. Des Weiteren sind auch die Eltern der gegenwärtigen Schüler sowie ehemalige Schüler stimmberechtigt. Das Schulparlament entscheidet nach dem Mehrheitsprinzip. Für die Umsetzung von Beschlüssen bzw. für organisatorische Aufgaben sind Komitees zuständig, deren Mitglieder zu Beginn des Schuljahres gewählt werden. Beschwerden über die Verletzung von Schulregeln wird im Discipline Committee (hebräisch ועדת משמעת Waʿadat Mischmaʿat), einer Art schulinternem Gericht, nachgegangen.
Einige Jahre nach der Schulgründung beschloss das Schulparlament, dass die Teilnahme am Unterricht freiwillig sein soll. Die Schüler entscheiden sich nun zu Beginn eines Schuljahres, an welchen Unterrichtskursen bzw. Projekten sie teilnehmen wollen. Des Weiteren stehen ihnen während des von 8.15 Uhr bis 13 Uhr dauernden Schultages so genannte Lernzentren (Bibliothek, Musik-, Theater-, Kunstraum) zur Verfügung. Sie können ihre Zeit auch mit Fußball, Basketball, Computer- oder Kartenspielen verbringen, sich mit ihren Freunden unterhalten oder anderen selbstgewählten Tätigkeiten nachgehen.
Die Schule ist nicht in einzelne Klassenstufen unterteilt. Die jüngeren Schüler (4 bis etwa 7 Jahre) und die mittelalten Schüler (bis etwa 12 Jahre) haben zwar ihre eigenen Bereiche in der Schule, können sich aber frei auf dem Schulgelände bewegen, die Lernzentren benutzen sowie an Unterrichtskursen teilnehmen, die sich eher an ältere Schüler richten. Jeder Schüler hat einen Lehrer als persönlichen Ansprechpartner (Mentor/Tutor).

## Erfolg der Schule
Eine Studie des Institute for Democratic Education über ehemalige Schüler der Democratic School of Hadera zeigt, dass der Ansatz der Schule auch nach herkömmlichen Kriterien erfolgreich ist. Von den zum Untersuchungszeitpunkt zwischen 30 und 40 Jahre alten Absolventen hat ein Großteil Spitzenpositionen in ihrem jeweiligen Interessengebiet erreicht; 20 % haben einen Doktor-Titel erworben; 90 % arbeiten im Beruf ihrer Wahl. Unter den ehemaligen Schülern befinden sich auch der Olympiasieger Gal Fridman und die Sängerin Sarit Hadad.

## IDEC
1992 gewann die Democratic School of Hadera den Bildungspreis des Präsidenten, der in Israel als prestigevollster Preis im Bereich Bildung gilt. Vertreter der Schule sowie anderer demokratischer Schulen wurden daraufhin 1993 zu einer Konferenz eingeladen. Da diese aus Sicht der demokratischen Schulen unbefriedigend verlief, organisierten sie im Anschluss in der Democratic School of Hadera eine eigene Konferenz, die heute als International Democratic Education Conference (IDEC) bekannt ist und jedes Jahr in einem anderen Land stattfindet.
Im Jahre 1995 wurde die Democratic School of Hadera unter allen Schulen Israels zur Schule des Jahres gekürt.

## Dokumentarfilm
2004 besuchte das Kinderrechtsprojekt Krätzä die Schule und drehte den 41-minütigen Dokumentarfilm Pretty Cool System, der den Schulalltag zeigt und einige Schüler, Mitarbeiter und Absolventen von ihren Erfahrungen erzählen lässt.